# ميرسون فولينا
ميرسون فولينا (بالألبانية: Mirson Volina‏) (8 يناير 1990 بألبانيا - ) هو لاعب كرة قدم ألباني في مركز الوسط. شارك مع منتخب ألبانيا تحت 21 سنة لكرة القدم. أما مع النوادي، فقد لعب مع نادي بيل-بيين ونادي ثون وFC Breitenrain Bern ‏ وSportfreunde Siegen ‏ وSC Pfullendorf ‏.

## روابط خارجية
- ميرسون فولينا على موقع قاعدة بيانات كرة القدم.إي يو (الإنجليزية)
- ميرسون فولينا على موقع Soccerway.com (الإنجليزية)
- ميرسون فولينا على موقع عالم كرة القدم.نت (الإنجليزية)